# 白濱車站
白濱站（日语：／ Shirahama eki */?）是一位於和歌山縣西牟婁郡白濱町堅田1475，屬於西日本旅客鐵道（JR西日本）紀勢本線（紀國線）的鐵路車站。

## 車站概要
這站在1933年12月20日啟用，原稱白濱口站，隸屬日本國鐵。1965年3月1日，此站被改稱白濱站。因為國鐵民營化的關係，在1987年4月1日改歸西日本旅客鐵道管理。車站為位於旅遊聖地南紀白濱溫泉（日本三古湯之一）的入口，每逢假日最多遊客使用這個車站，為紀國線的主要中途站之一。所有特急「黑潮」的班次均在這站停車。

## 車站結構
白濱站是一個2面4線的地面車站，各月台以跨線天橋連結。

### 月台配置
以下的路線名以旅客資訊上的名稱（愛稱）標記。
| 月台 | 路線   | 目的地                           |
| ---- | ------ | -------------------------------- |
| 0    | 紀國線 | 和歌山、天王寺、新大阪、京都方向 |
| 1    | 紀國線 | 和歌山、天王寺、新大阪、京都方向 |
| 2、3 | 紀國線 | 串本、紀伊勝浦、新宮方向         |

## 利用情況
| 年度   | 1日平均 乘车人数 |
| ------ | ---------------- |
| 1998年 | 1,345            |
| 1999年 | 1,313            |
| 2000年 | 1,245            |
| 2001年 | 1,191            |
| 2002年 | 1,066            |
| 2003年 | 1,070            |
| 2004年 | 959              |
| 2005年 | 901              |
| 2006年 | 897              |
| 2007年 | 906              |
| 2008年 | 900              |
| 2009年 | 843              |
| 2010年 | 850              |
| 2011年 | 792              |
| 2012年 | 764              |
| 2013年 | 759              |
| 2014年 | 742              |
| 2015年 | 800              |
| 2016年 | 726              |

## 相鄰車站
西日本旅客鐵道
- 特急「黑潮」停車站

 紀國線（紀勢本線） 
■普通
紀伊富田－白濱－朝來

## 車站周邊
- 南紀白濱溫泉
- 白濱站前郵局
- 和歌山縣警察白濱警察局白濱站代表處
- 白良濱
- 高島
- 千疊敷
- 三段壁
- 白濱海灘高爾夫俱樂部
- 南和歌山醫院
- 田邊市立博物館
- 熊野古道

## 外部連結
- 白濱｜車站資訊：JR出門網 - 西日本旅客鐵道